# دانشگاه ایالتی امپوریا
دانشگاه ایالتی امپوریا (انگلیسی: Emporia State University) دانشگاه دولتی آمریکایی مستقر در شهر امپوریا، کانزاس می‌باشد.